# Estação La Aurora (SITEUR)
A Estação La Aurora é uma das estações do VLT de Guadalajara, situada em Guadalajara, entre a Estação San Jacinto e a Estação Tetlán. Administrada pelo Sistema de Tren Eléctrico Urbano (SITEUR), faz parte da Linha 2.
Foi inaugurada em 1º de julho de 1994. Localiza-se no cruzamento da Avenida Javier Mina com a Rua Jose Gómez de la Cortina. Atende os bairros La Aurora e Agustín Yañez.